# とんがり焼の盛衰
『とんがり焼の盛衰』（とんがりやきのせいすい）は、村上春樹の短編小説。

## 概要
| 初出     | 『トレフル』1983年3月号                 |
| 収録書籍 | 『カンガルー日和』（平凡社、1983年9月） |

短編集『めくらやなぎと眠る女』（新潮社、2009年11月）のまえがきで村上は、「『とんがり焼の盛衰』は、一見してわかるように、小説家としてデビューしたときに、文壇（literary world）に対して抱いた印象をそのまま寓話化したものである」と述べている。

### 英訳
| タイトル | The Rise and Fall of Sharpie Cakes                          |
| 翻訳     | ジェイ・ルービン                                            |
| 初出     | 『Blind Willow, Sleeping Woman』（クノップフ社、2006年7月） |

## あらすじ
新聞の隅の方に載っていた「名菓とんがり焼・新製品募集・大説明会」という広告を見て、「僕」はホテルの広間で催された「大説明会」に足を運んでみることにした。会場で隣に座った女の子にとんがり焼を食べた感想を言いかけた途端、「僕」は女の子に足を蹴飛ばされる。
「あなたってバカねえ。ここに来てとんがり焼の悪口なんか言ったら、とんがり鴉（がらす）につかまって生きては帰れないんだから」
社長と専務の説明を聞いたあと、帰りに募集要項をもらった。とんがり焼をベースにした菓子を使って一ヶ月後に持参すること、賞金は二百万円、とあった。締め切りの日に「僕」は新とんがり焼を二ダース作り、とんがり製菓の受付に持参する。
その一ヶ月後、とんがり製菓から「明日会社においで願いたい」という電話がかかってきた。